# Resolution 78 des UN-Sicherheitsrates
Die Resolution 78 des UN-Sicherheitsrates ist eine Resolution, die der Sicherheitsrat der Vereinten Nationen am 18. Oktober 1949 beschloss.

## Inhalt
Nachdem der Sicherheitsrat der Vereinten Nationen die Vorschläge des Arbeitsdokuments über die Durchführung der Resolution 192 der Generalversammlung, das von der Kommission der Vereinten Nationen für konventionelle Rüstung angenommen wurde, erhalten und geprüft hatte, ersuchte der Rat den Generalsekretär, diese Vorschläge und die Protokolle der Diskussion über diese Frage im Rat und in der Kommission für konventionelle Rüstung an die Generalversammlung weiterzuleiten.

## Abstimmung
Die Resolution wurde mit neun Pro-Stimmen und zwei Enthaltungen der ukrainischen SSR und der Sowjetunion angenommen.